# Saint-Nectaire
Saint-Nectaire är en kommun i departementet Puy-de-Dôme i regionen Auvergne-Rhône-Alpes i centrala Frankrike. Kommunen ligger i kantonen Champeix som tillhör arrondissementet Issoire. År 2022 hade Saint-Nectaire 796 invånare.

## Befolkningsutveckling
Antalet invånare i kommunen Saint-Nectaire
| Referens: INSEE |